# Pentágono (banda)
Pentágono fue un quinteto de música pop venezolano, fundado por Emiro Delgado en 1981 en la ciudad de Maracay. Se hicieron conocidos a partir de 1985 cuando salió al mercado su primer LP titulado Pentágono, y posteriormente editaron el disco Más romántico (1987). Las producciones más exitosas de la agrupación son:Vuelve a mí, Linda (ambos del grupo brasileño Roupa Nova), Te extraño, Amo y una versión en español de Hotel California.

## Integrantes
- Emiro Delgado: Voz líder (1981 - 1989)
- Rafael Aguilar: Guitarra (1981 - 1989)
- César Augusto Castillo: Batería (1981 - 1989)
- Gustavo Trías: Voz
- Lorena Serrano: Voz, coros
- Elías Pérez: Bajo, coros
- Manuel Suárez: Guitarra
- Luis Méndez: Baterías y percusión
- Rafael D'Acquisto: Teclados (1981 -1989)
- Pina D'Acquisto: Voz, coros (1988 - 1989)
- Ulises Millan: Guitarra (1983 - 1985)
- Mery D'Acquisto: Voz y coros (1981- 1988)
- Nelson González: Saxofón
- Henry Jose Garcia voz y coros

## Discografía
- Pentágono (1987).
- Más romántico (1988)
- Pentágono 3 (1989)
- Aguanta corazón (1991)
- 30 grandes éxitos de oro (2001) Recopilatorio